# Hymenaster fucatus
Hymenaster fucatus är en sjöstjärneart som beskrevs av Jean Baptiste François René Koehler 1908. Hymenaster fucatus ingår i släktet Hymenaster och familjen knubbsjöstjärnor. Inga underarter finns listade i Catalogue of Life.